# Movable Type
A Movable Type egy blogszoftverként induló, idővel azonban teljes értékű tartalomkezelő rendszerré fejlődő szoftver. Érdekessége, hogy míg a konkurens termékek döntő többsége PHP-ban készült, a Movable Type Perl-ben, PHP kiegészítőkkel.
Az alkalmazás kombinálja a statikus oldal generálást, melyben az oldalak a tartalom megváltozása után rögtön elkészülnek és a dinamikus generálást, amikor az oldalak akkor készülnek el, amikor lekérdezésre kerülnek.
A Six Apart cég kezdte el a fejlesztését 2001-ben. A program 2.2-es verziójában jelent meg a Trackback funkció, melyet idővel számos más blogszoftver is átvett. 2004-ben a 3.0-s verzió megjelenésével a cég korlátozta az ingyenes felhasználási lehetőségeket, amelynek eredményeképpen számos felhasználó áttért az akkor újnak számító WordPress-re. A 3.2-es verzió visszaállította a korlátlan számú blog létrehozásának lehetőségét, a 3.3-as verzió pedig ismételten teljesen ingyenes lett magáncélú használatra. 2007-ben tették a forráskódot szabaddá a GPLv2 licenc szerint.

## Fordítás
Ez a szócikk részben vagy egészben  a   Movable Type című angol Wikipédia-szócikk fordításán alapul.  Az eredeti cikk szerkesztőit annak laptörténete sorolja fel. Ez a jelzés csupán a megfogalmazás eredetét és a szerzői jogokat jelzi, nem szolgál a cikkben szereplő információk forrásmegjelöléseként.